# Cold Feet
Cold Feet is een Britse televisieserie, geproduceerd door Granada Television. De serie is geschreven door Mike Bullen. De eerste vijf seizoenen van Cold Feet werden van 1998 tot en met 2003 uitgezonden. In Nederland werd de serie uitgezonden door de VARA, in België was de reeks te zien op Canvas. Vanaf 2016 werd de serie weer opgepakt met een zesde seizoen, na dertien jaar stilte. Seizoen 7 en 8 volgden in 2017 en 2018.
In Engeland won de serie de British Comedy Awards in 1999 en 2000. Na de eerste aflevering, die als los deel was opgenomen, lag de serie 18 maanden stil. Pas na het winnen van een Gouden Roos in Montreux werd het plan opgevat om er een serie van te maken.
Cold Feet is een scherpzinnige dramaserie doorspekt met de nodige Britse humor. De serie gaat over het alledaagse leven van dertigplussers in Manchester en de onderwerpen waarmee zij te maken krijgen: vriendschap, liefde, trouwen, vreemdgaan, kinderen, carrière, seks en verlies. De serie draait om hoofdpersonen Adam Williams, Rachel Bradley, Pete en Jenny Gifford, David en Karen Marsden (en hun nanny Ramona).

## Rollen
- James Nesbitt - Adam Williams
- Helen Baxendale - Rachel Bradley
- John Thomson - Pete Gifford
- Fay Ripley - Jenny Gifford
- Robert Bathurst - David Marsden
- Hermione Norris - Karen Marsden
- Jacey Salles - Ramona
- Kimberley Joseph - Jo (seizoen 4 en 5)
- Sean Pertwee - Mark (seizoen 4 en 5)

## Trivia
- Helen Baxendale speelde ook mee in de televisieserie Friends, als vriendin/vrouw van Ross Geller (gespeeld door David Schwimmer).
- De millenniumaflevering, waarin de drie koppels naar een verlaten kasteel op een eiland gaan om de overgang van oud naar nieuw te vieren, is opgenomen op het Britse eiland Lindisfarne.